# Bleekselderij
Bleekselderij (Apium graveolens var. dulce) is een selderij waarvan de bladstelen worden gegeten. Bleekselderij kan zowel rauw als gegaard worden gegeten. Bleekselderij wordt in een salade, in saus, zoals in bolognesesaus, of in de soep verwerkt. Ook is het, samen met ui en wortel, de basis voor mirepoix, wat in de Franse keuken gebruikt wordt als basis voor veel soepen en sauzen. Wanneer de verse stelen worden doorgesneden, zijn net onder de epidermis de vaatbundels te zien. Onder de epidermis liggen draden voor de stevigheid van de steel. Het blad van bleekselderij is ongekookt niet eetbaar.

## Typen en rassen
Van bleekselderij is er een type met
- groene bladstelen (groene selder in Vlaanderen) en met
- geelgroene bladstelen (witte selder in Vlaanderen), het zogenaamde witte of zelfblekende type.

Het groene type is wat minder vezelig en pittiger van smaak dan het zelfblekende type. In Nederland wordt voornamelijk het zelfblekende type gegeten.
Van het zelfblekende type zijn er de rassen Goudgele zelfblekende en Golden Plume. Van deze laatste zijn de bladstelen wat korter en dikker. Van het groene type is er het ras Giant Pascal.

## Teelt
Bleekselderij wordt van januari tot maart onder verwarmd glas gezaaid. Er moet worden verwarmd, omdat anders de plant voortijdig in bloei komt. Uitgeplant wordt in april en mei en geoogst van half juli tot eind september. In de tweede helft van april kan nog onder koud platglas gezaaid worden met de planttijd in juni en de oogst vanaf half september tot eind oktober. De plantafstand is 30 à 40 cm tussen de rijen en 30 cm in de rij.

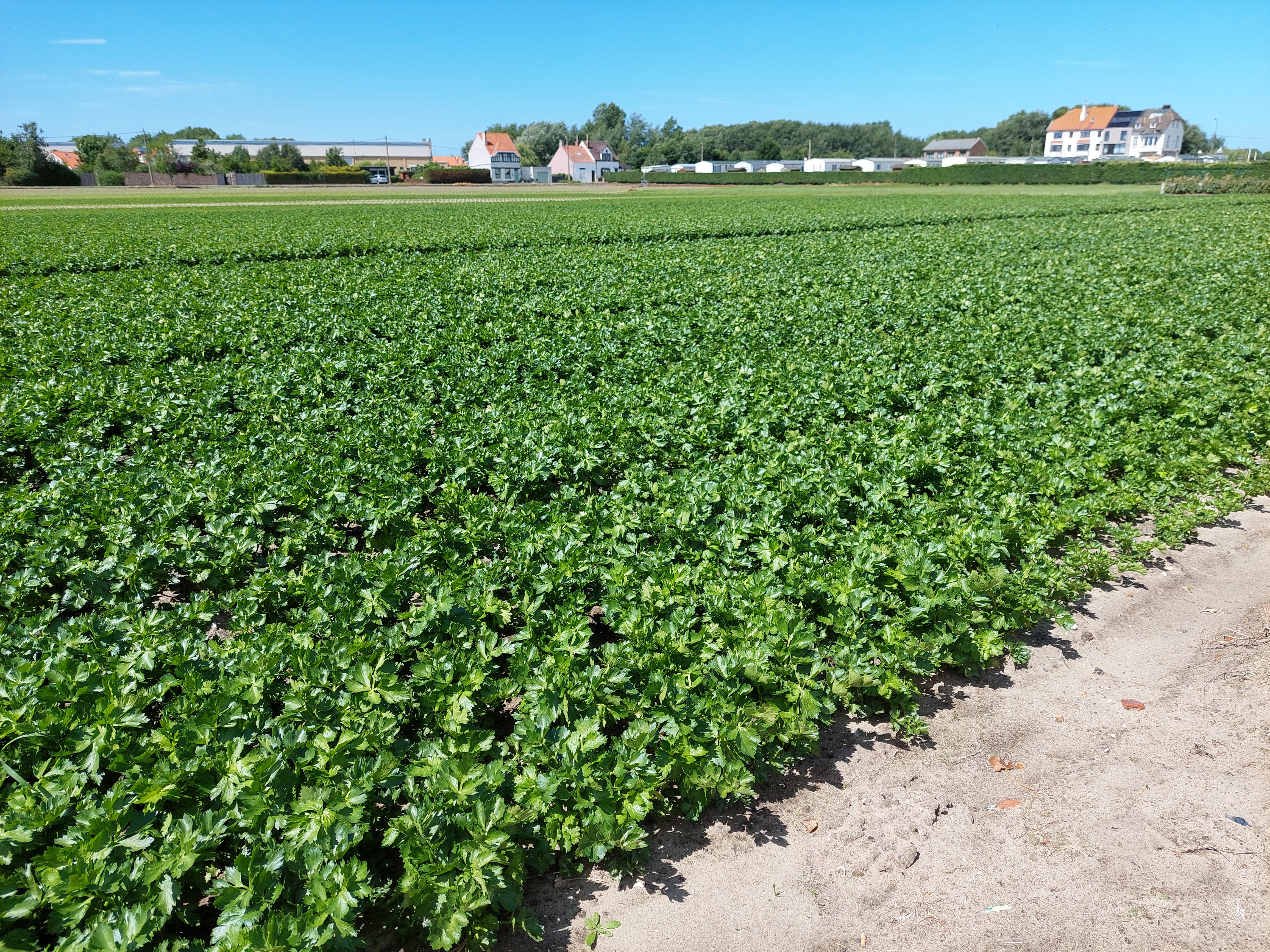
Teelt en oogst van bleekselderij in Vlaanderen
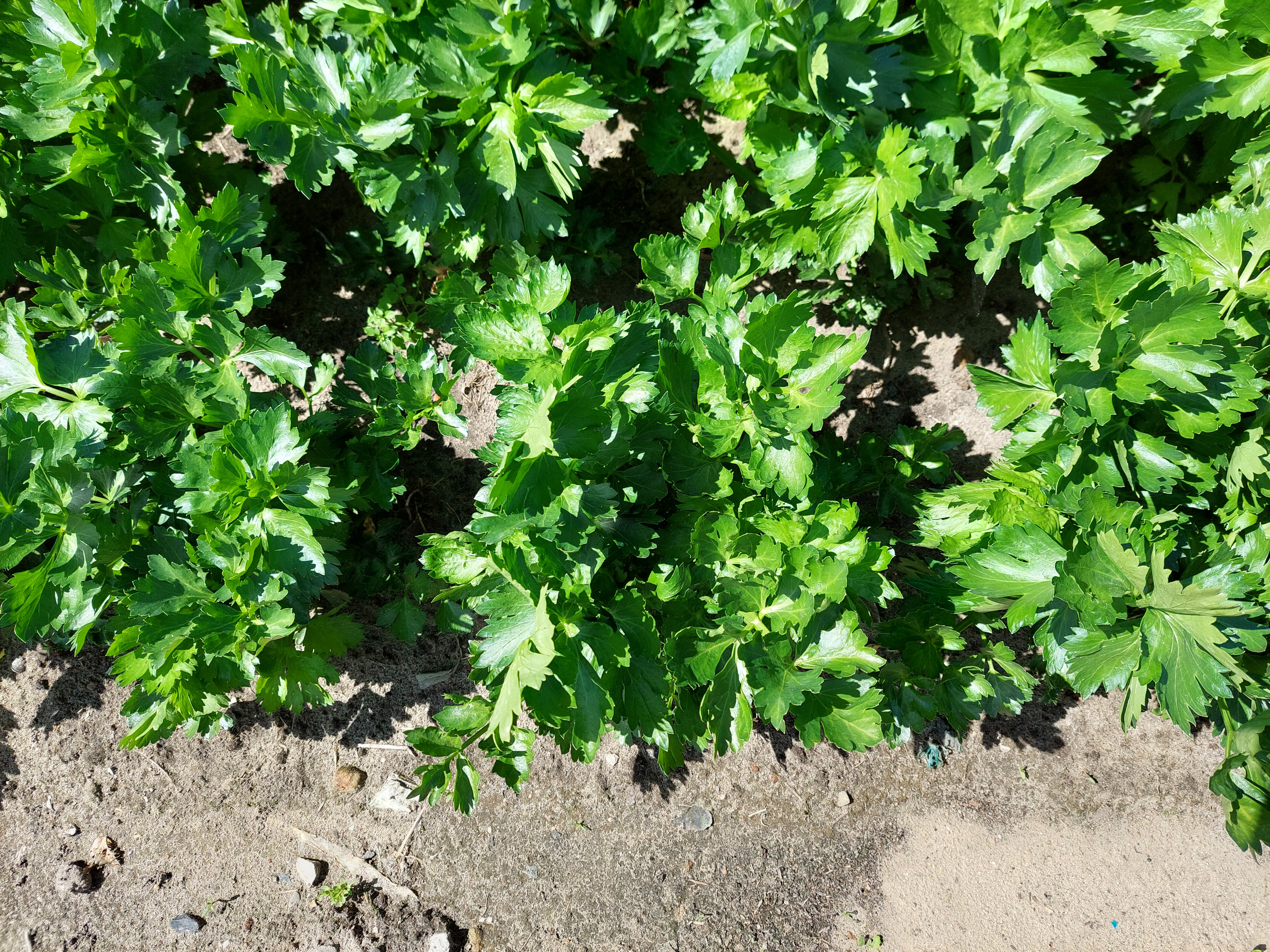
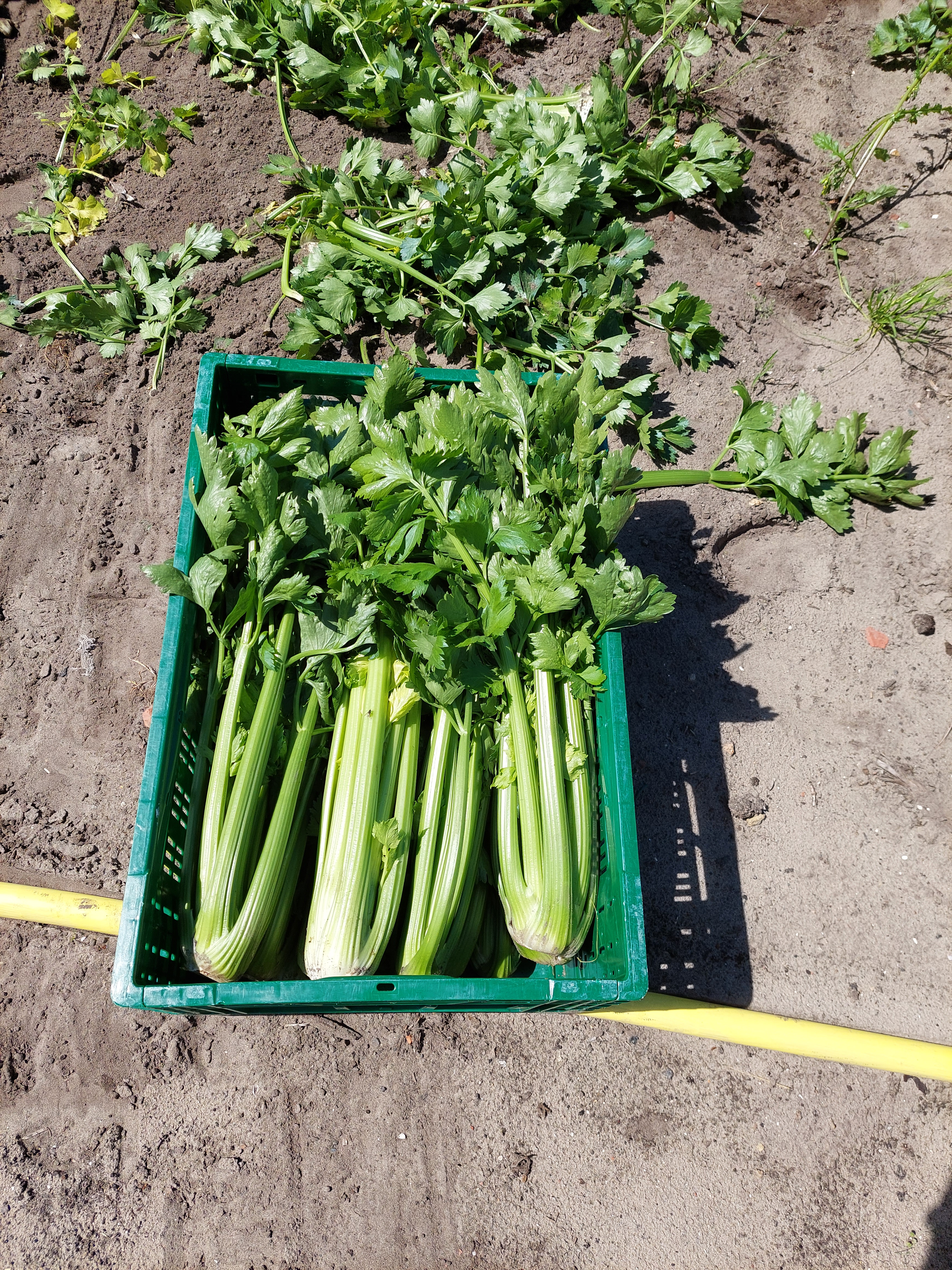
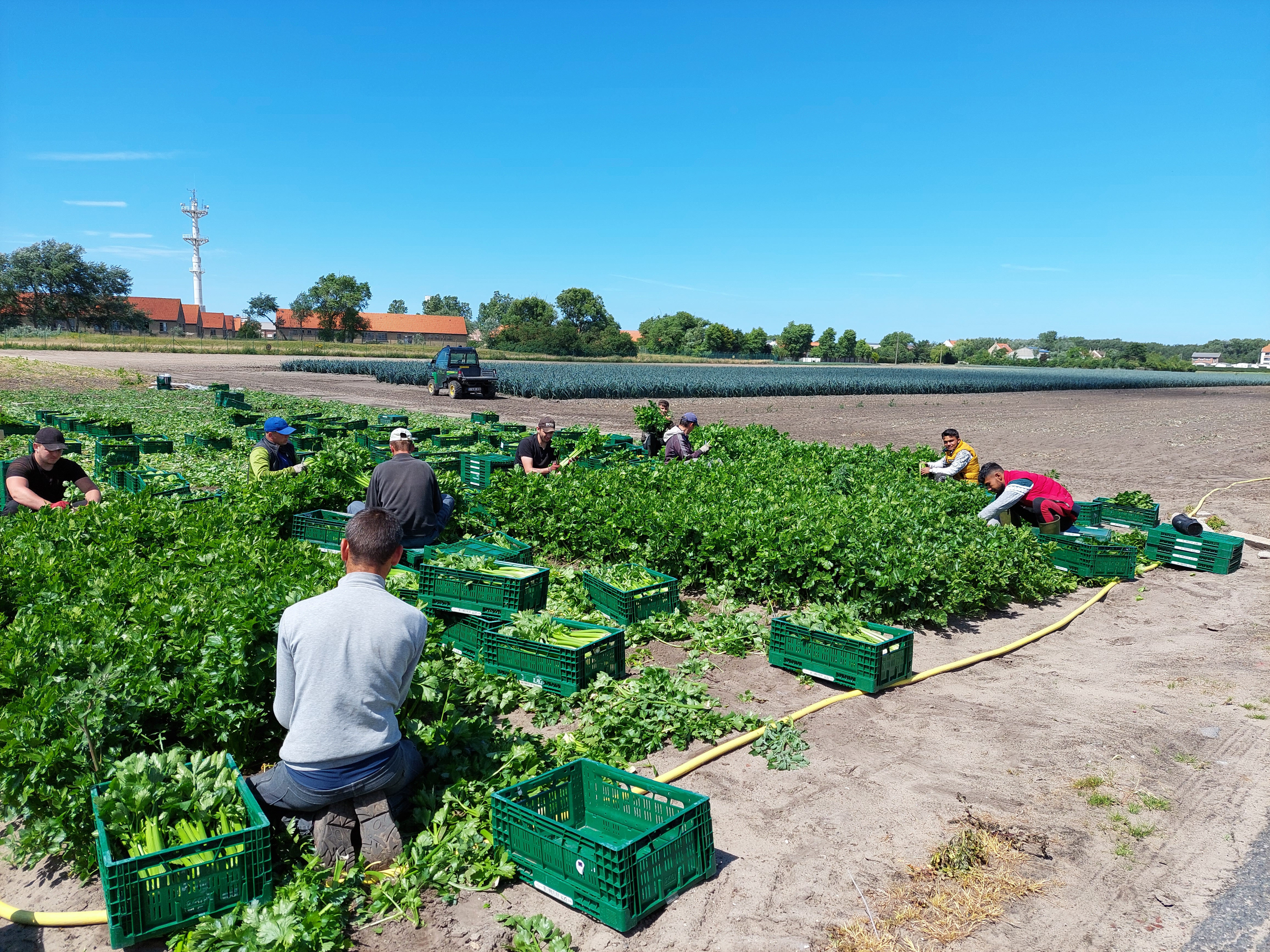

## Inhoudstoffen
De voedingswaarde van 100 gram verse bleekselderij is:
| Energetische waarde | 58 kJ    |
| Koolhydraten        | 2 gram   |
| Eiwit               | 1 gram   |
| Vet                 | 0,2 gram |
| Vitamine C          | 25 mg    |
| Caroteen            | 0,9 mg   |
| Vitamine B1         | 0,08 mg  |
| Vitamine B2         | 0,15 mg  |
| Calcium             | 80 mg    |
| IJzer               | 0,1 mg   |

## Ziekten
Bleekselderij kan door de bladvlekkenziekte worden aangetast. 
... · 
A. graveolens (Selderij) · 
A. graveolens var. dulce (Bleekselderij) · 
A. graveolens var. rapaceum (Knolselderij) · 
A. graveolens var. secalinum (Snijselderij) · 
A. inundatum (Ondergedoken moerasscherm) · 
A. nodiflorum (Groot moerasscherm) · 
A. repens (Kruipend moerasscherm) · 
...